# Chu Trinh
Chu Trinh là một xã thuộc thành phố Cao Bằng, tỉnh Cao Bằng, Việt Nam.

## Địa lý
Xã Chu Trinh nằm ở phía đông nam thành phố Cao Bằng, cách trung tâm thành phố 8 km, có vị trí địa lý:
- Phía đông và phía tây giáp huyện Hòa An
- Phía nam giáp huyện Thạch An
- Phía bắc giáp phường Duyệt Trung.

Xã Chu Trinh có diện tích 27,12 km², dân số năm 2019 là 2.134 người, mật độ dân số đạt 79 người/km².
Trên địa bàn xã Chu Trinh có núi Đông Đan và Khau Tén. Quốc lộ 34B chạy qua địa bàn xã. Sông Bằng tạo thành ranh giới tự nhiên phía đông bắc của xã với huyện Hòa An.

## Hành chính
Xã Chu Trinh được chia thành 5 xóm: 1, 2, 3, 4, 5.

## Lịch sử
Sau năm 1975, Chu Trinh là một xã thuộc huyện Hòa An.
Ngày 1 tháng 11 năm 2010, Chính phủ ban hành Nghị quyết 42/NQ-CP về việc sáp nhập toàn bộ diện tích và dân số của xã Chu Trinh thuộc huyện Hòa An vào thị xã Cao Bằng quản lý.
Ngày 25 tháng 9 năm 2012, Chính phủ ban hành Nghị quyết 60/NQ-CP về việc thành lập thành phố Cao Bằng thuộc tỉnh Cao Bằng. Xã Chu Trinh thuộc thành phố Cao Bằng.
Đến năm 2019, xã Chu Trinh được chia thành 9 xóm: Bó Giới, Cốc Gằng, Khuổi Sảo, Lũng Nà, Nà Chang, Nà Dìa, Nà Sảo, Nà Tấu, Bản Nứn.
Ngày 9 tháng 9 năm 2019, Hội đồng nhân dân ban hành Nghị quyết số 27/NQ-HĐND về việc sáp nhập, đổi tên các xóm, tổ dân phố trên địa bàn tỉnh Cao Bằng:
- Sáp nhập hai xóm Cốc Gằng, Nà Tấu và 2 hộ của xóm Khuổi Sảo thành xóm 2
- Đổi tên phần còn lại của xóm Khuổi Sảo thành xóm 1
- Đổi tên xóm Nà Sảo thành xóm 3
- Sáp nhập ba xóm Bản Nứn, Nà Dìa, Lũng Nà thành xóm 4
- Sáp nhập hai xóm Nà Chang và Bó Giới thành xóm 5.